# 衛繼
衛繼 （？年—264年），字子業，蜀漢大臣，漢嘉嚴道人，官至奉車都尉、大尚書。

## 生平
衛繼兄弟有五人。繼父為縣功曹。縣長蜀郡成都張君無子，向衛繼的父親乞繼，遂養為子。其餘兄弟四人，各無堪當世者，衛繼後來進仕州郡，歷職清顯，因「時法禁以異姓為後，故復為衛氏」。屢遷拜奉車都尉、大尚書。咸熙元年（264年）正月，爆發鍾會之亂，遇害於成都。

## 評價
《益部耆舊雜記》：“繼敏達夙成，學識通博，進仕州郡，歷職清顯”、“忠篤信厚，為眾所敬。”